# D-mente
DevilMente o D-Mente fue una banda de rock alternativo y nu metal argentina conformada, en su última formación, por Andrés Giménez (guitarra y voz), Lisardo Álvarez (guitarra), Seta Von Gravessen (bajo y coros) y Paulo Torres (batería).

## Historia
Luego de la disolución de A.N.I.M.A.L. en diciembre de 2005, su cantante y guitarrista Giménez decide formar otra banda. Para esto convoca a Lisardo Álvarez, Marcelo Baraj (ambos ex Totus Toss) y Cristian, Gula, Cocchiararo.
El nombre de la banda iba a ser "Demente" en un principio, pero como ese nombre ya estaba registrado por la banda liderada por Santiago Salemme, decidieron nombrarla DevilMente (que abrevian como D-Mente).
La idea central con la que empezaron el proyecto era no parecerse a A.N.I.M.A.L., sino más bien tener un sonido propio más cercano al rock clásico. Giménez tenía desde hacía mucho tiempo ganas de tocar temas al estilo "Paz Artificial" del primer disco de su anterior banda, pero no había podido hacerlo porque A.N.I.M.A.L. ya tenía un sonido que lo caracterizaba y que era diferente de ese.

### Primer disco
Su primer disco lanzado en el 2006 y que lleva el nombre de la banda, está compuesto por trece temas y dos bonus track en la segunda edición. Los cortes de difusión elegidos para promocionar el disco fueron «Dispuestos a matar» y «Sueño en gotas». Además el disco contó con la participación de Alina Gandini, Juanse (de Ratones Paranoicos), León Gieco y Gustavo Cerati.
En 2008 lanzaron su segundo disco que lleva el nombre de Valiente eternidad, con 10 canciones, de las cuales se destacaron «Valiente al combatir», «Luz» y «Creí sin ver». Este disco toma un sonido roquero que define lo que es D-mente.

### Con León Gieco

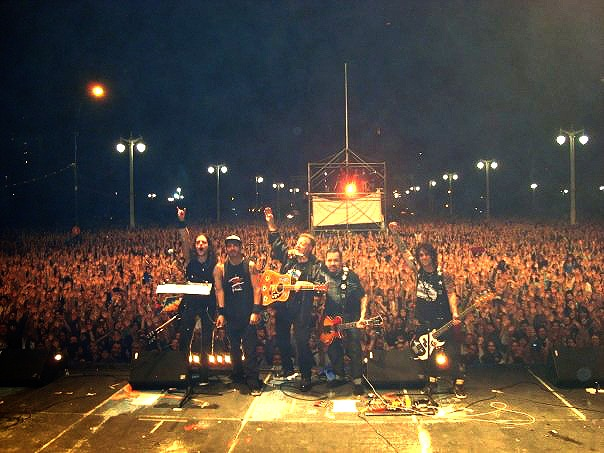
D-Mente junto a León Gieco en 2009.

El 5 de noviembre de 2009 editan un disco junto a León Gieco que lleva el nombre de Un León D-mente. Consta de los clásicos del repertorio de Gieco, pero re-versionadas en formato más roquero. Han sido tocadas en la gira promocional del disco de Gieco Por partida triple. 
El 15 de noviembre, lanzaron el tercer disco de la banda, el cual lleva el nombre de Morir para nacer. El disco consta de 9 canciones: 5 canciones originales, 3 interludios, y el tema «Te vi brillar» del álbum Valiente eternidad, pero en versión acústica. Cuenta con la participación de Luis Alberto Spinetta y viene acompañado por un DVD.

### Últimos trabajos y separación
El 24 de octubre de 2011 sale su último trabajo de estudio, No es el premio ganar sin saber lo que fue perder. En este disco la banda le da un nuevo giro a su sonido, más pesado que los anteriores, con algunos matices que recuerdan al sonido de los discos de A.N.I.M.A.L; pero que manteniendo la esencia de fue D-mente. El 7 de noviembre, Marcelo Baraj anunció su desvinculación de la banda mediante un comunicado en el cual se aclaran que los motivos principales son "humanos", y es reemplazado por el exbaterista de Pork, Paulo Torres.
La banda fue finalizada el 30 de septiembre del 2014.

## Miembros
- Andrés Giménez: guitarra y voz (2006—2014)
- Lisardo Álvarez: guitarra (2006—2014)
- Paulo Torres: batería (2011—2014)
- Seta Von Gravessen: bajo (2013—2014)

### Anteriores
- Marcelo Baraj: batería (2006—2011)
- Cristian Cocchiararo: bajo (2006—2012)

## Discografía
- D-Mente (2007)
- Valiente eternidad (2008)
- Un León D-mente (2009), junto a León Gieco
- Morir para nacer (2009), incluye DVD
- No es el premio ganar sin saber lo que fue perder (2011)